# Barrow, Lancashire
Barrow är en by och en civil parish i Ribble Valley i Lancashire i England. Orten har 948 invånare (2016). Skapad 1 april 2015 (CP).